# Qin Jinjing
Qin Jinjing (chinesisch 秦金晶, Pinyin Qín Jīnjīng, * 27. September 1996 in Yiyang, Volksrepublik China) ist eine chinesische Badmintonspielerin. 

## Karriere
Qin Jinjing startete 2012 und 2013 bei den Badminton-Juniorenweltmeisterschaften und den Juniorenasienmeisterschaften ebenso wie bei den Asian Youth Games 2013. Bei den Asian Youth Games gewann sie dabei Gold im Dameneinzel. 2012 war sie in der chinesischen Superliga aktiv. Beim Malaysian Juniors 2013 wurde sie Dritte. Weitere Starts folgten bei den Macau Open 2013 und den Vietnam Open 2013.